# 香港海員大罷工

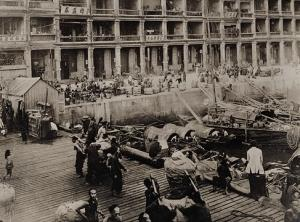
香港海員大罷工

香港海員大罷工是一場於1922年發生的勞工運動，因其體現團結、和平、談判的重要性被部份人士用作如何處理勞資關係及公共行政的重要參考個案。此次工運與廣州國民政府、孫中山及中國國民黨關係密切，中國共產黨和香港親共人士因其「反英抗暴」性質而對其持正面評價。

## 背景
20世紀初，中國的海員人數大約有15萬左右，大多數都是受僱於外國輪船，平均工資約$20至$30元中間，遠遠低於歐州員工。第一次世界大戰後通貨膨脹，香港物價上升了5成，但是中國海員工資並沒有上升，很多工人生活困苦，每況愈下，希望能夠上調薪資。1921年9月，中華海員工業聯合總會（簡稱海員工會）正式向各郵輪公司提出加薪請求，郵輪公司沒有回應，在1922年1月12日，大批海員抵達工會參加罷工。

## 孫中山與海員工會

中華海員工業聯合總會旗幟

1920年底，孫中山策動粵軍與陳炯明驅逐舊桂系莫榮新等人，光復廣州。孫中山籌組廣東護法政府，實踐三民主義，學習歐洲的社會主義與工人運動，開始訂立勞工法案、工會條例。孫中山鼓勵早前參與或支持中華革命黨的香港海員加入國民黨。革命政府保障工人利益、支持工人，鼓舞了海員要成立工會，並得孫中山命名「中華海員工業聯合總會」，親筆提書工會招牌。海員工會於1921年3月6日在香港德輔道中137號3樓成立，分別在廣州和香港登記註冊。會長陳炳生、副會長蔡文修等領導層全是國民黨員。
雖然孫中山與廣東護法政府支持海員罷工，但不是發動者與領導者。孫中山此時正在桂林忙於護法北伐，害怕港英報復、阻礙軍用物資運上廣州，多次向媒體與港英伸明是支持工人改善生活。

## 經過

### 開始
1921年底，香港兩大英資公司渣甸和太古船務的公司海員向資方要求加薪又被拒。直至1922年1月22日，由海員工會領導的大罷工開始，工會向罷工海員派發每人每日4毫5仙到1元的生活費，短短一周內參加罷工的海員多達6,000多人。至1月底，其他公司的海員以至碼頭起貨工人和煤炭工人也相繼嚮應，人數達三萬多。當時香港海運癱瘓，150多艘船滯留維多利亞港內，但資方仍堅拒加薪。

### 升級
為解決罷工，當時港督司徒拔採取強硬手段，通過戒嚴令，於2月1日武力封閉位於德輔道中的海員工會，並強行拆去招牌
。2月中，海員代表蘇兆徵等與港府官員、船公司代表、東華醫院紳董談判破裂。同時港府派人到外地招募新工人，由英軍派人駕駛因罷工而停航之天星小輪。罷工海員封鎖香港，禁止廣東各地糧食運港，並得到廣東等華界嚮應，引起香港政府等恐慌。

### 沙田慘案
總罷工期間，不少工人離開香港，北上返回華界。英政府於是在2月27日制訂《緊急情況規例條例》，並下令九廣鐵路停駛。事件造成更多工會參與罷工，當時香港人口約54萬人，罷工工人估計佔27%。在1922年3月3日，約2000人的罷工工人步行返回廣州，當隊伍途經沙田時遭副警司經亨利下令香港軍警開槍阻止，造成五死七傷。在香港歷史上稱沙田慘案。於是引起香港華人更大憤怒與恐慌。

### 結果

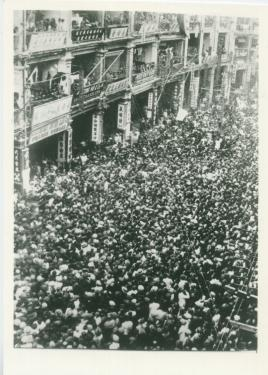
1922年3月6日，香港政府交回中華海員工業聯合總會招牌

事後勞資對立不斷，香港政府也參與調停卻未果。最終英國駐廣州總領事代表出面調停，勞資及香港政府達成協議，資方同意加薪15至30%，港府解封工會、釋放被捕人員，並發放撫恤金予以沙田慘案受害者，大罷工歷時56天，至3月8日結束。

## 影響
海員罷工成為中國工人運動在20年代形成的第一次罷工高潮的起點。此後，上海、武漢和開灤煤礦、安源煤礦、京漢鐵路等處，都為了加薪或成立工會而激發罷工。
海員罷工完結之後，港督司徒拔向英國殖民地部報告：「海員罷工不單純是一場經濟運動，而是一場政治運動。」「孫中山領導下的國民黨是此次罷工的幕後組織者。廣州政府已完全處於這一具有布爾什維克主義性質的組織控制下。」 自此，香港政府、英國政府甚至粵港富商開始懷疑孫中山會傾向蘇俄，部份粵港商人與英商甚至傾向推翻孫中山、支持陳炯明。
是次罷工，中國共產黨參與、支援，但不是領導者。不過，共產國際代表馬林和苏兆征看到孫中山與海員罷工，大力讚賞，並建議共產國際以國共合作促進中國革命。

## 相關条目
- 省港大罷工
- 何東
- 緊急情況規例條例

## 外部參考
- 香港海員大罷工，摘自鄧中夏 著《中國職工運動簡史》（1919─1926）第四章，人民出版社1949年9月初版
- 紅色記憶：香港海員大罷工 （页面存档备份，存于），2006年6月21日新華網
- 香港舉行紀念海員大罷工勝利80週年大會 （页面存档备份，存于），2002年3月8日新華社
- 黃慶雲【香港歸來的孩子】（全文閱讀）（描寫省港大罷工的歷史小說）